# 1964 en Lorraine
Chronologie de la Lorraine
- 1960
- 1961
- 1962
- 1963
- 1964
- 1965
- 1966
- 1967
- 1968

Cette page est une liste d'événements qui se sont produits durant l'année 1964 en Lorraine.

## Éléments de contexte
- Production record de charbon en Lorraine :  15,6 millions de tonnes [1], ensuite la production ne cessera de diminuer[2].

## Événements

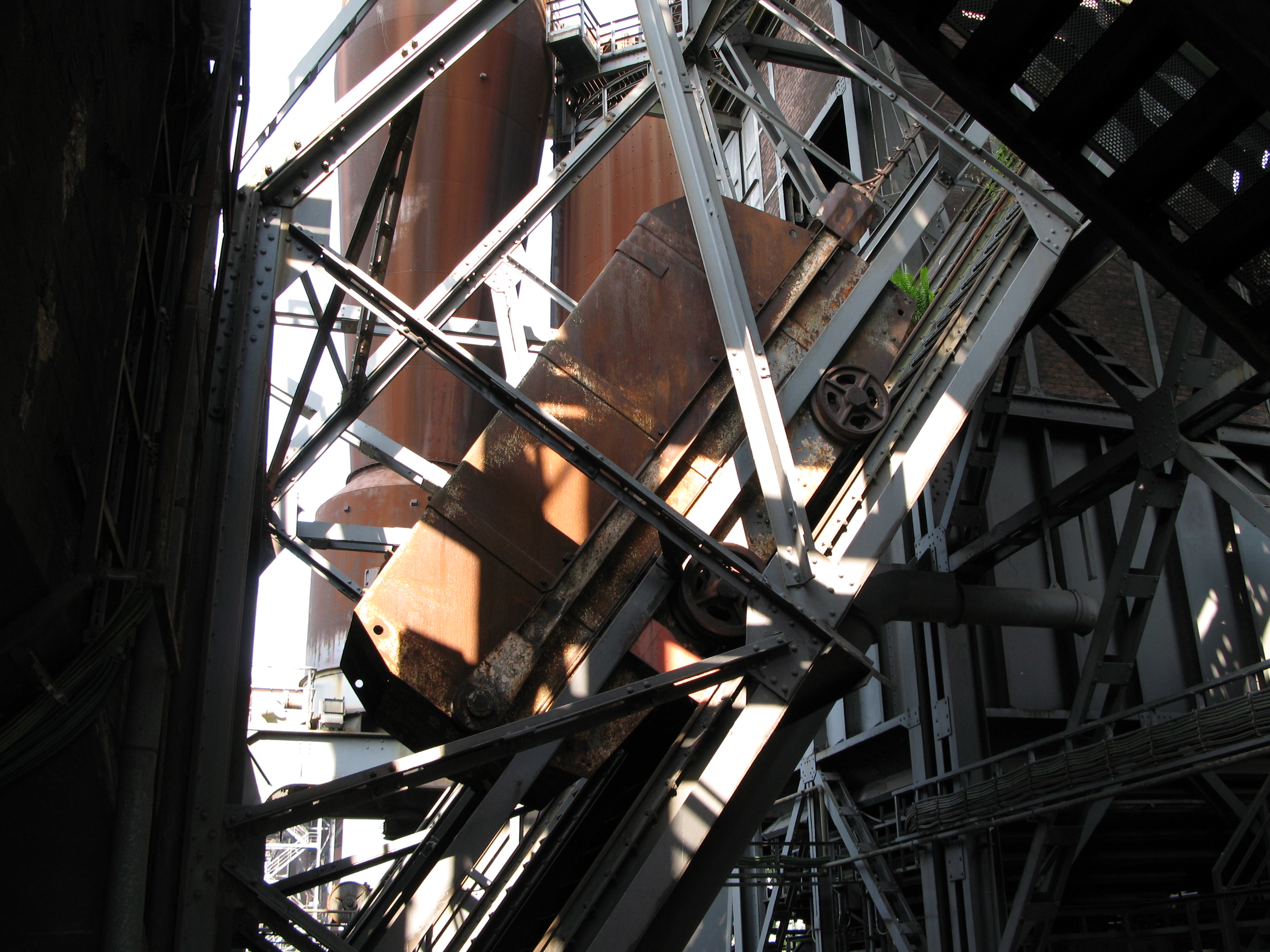
Benne de skip de haut fourneau sur sa rampe

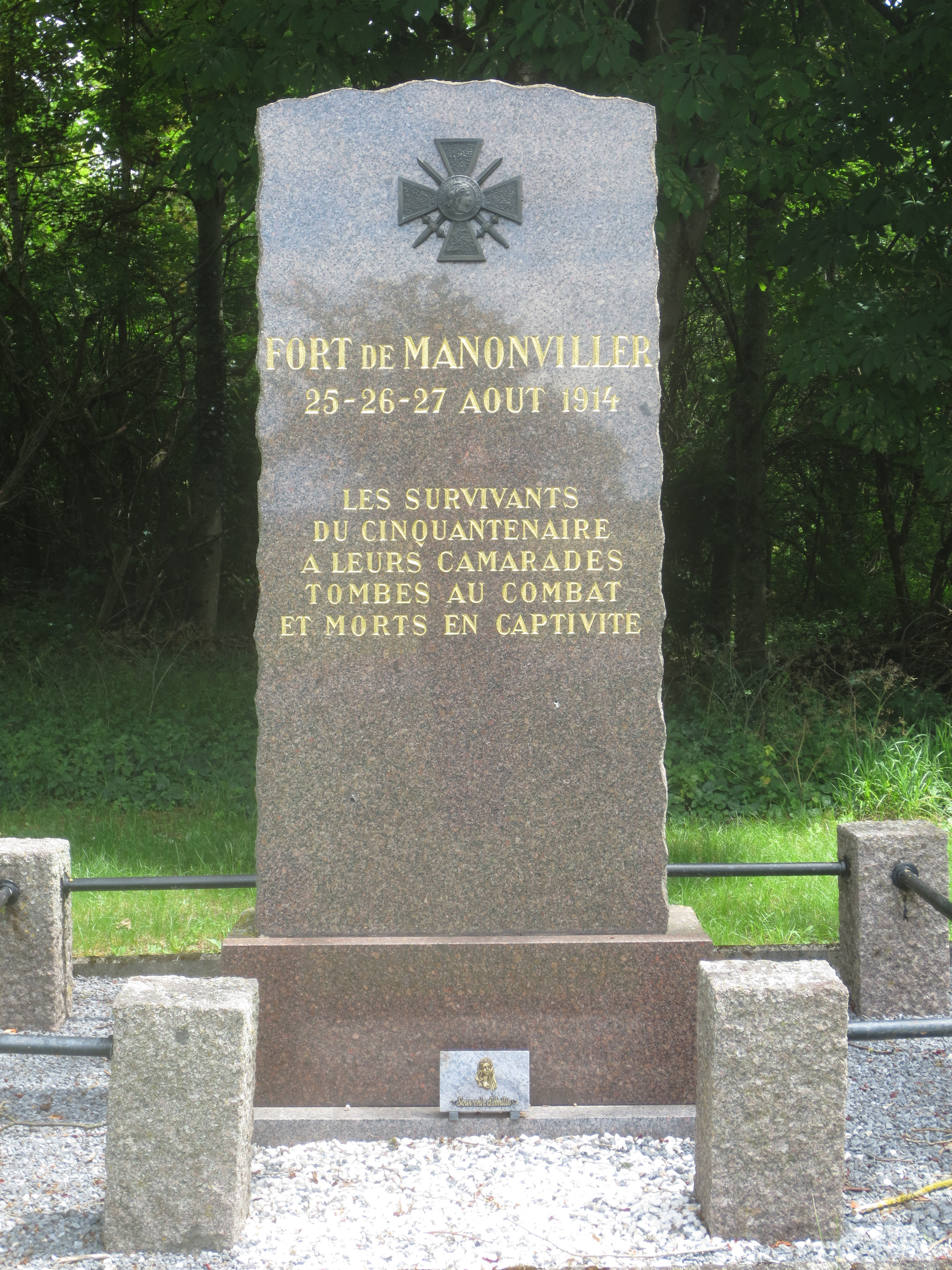
Stèle près de l'accès au fort de Manonviller

- Etablissement de la nouvelle préfecture de région à Metz[3].
- Fermeture de la mine du bois du four à Pont-Saint-Vincent[4]
- Les cinq hauts-fourneaux d'Homécourt, situés sur une ligne Nord-Sud perpendiculaire à la vallée de l'Orne, sont chargés par skips et produisent 2 400 tonnes de fonte par jour[5].
- Christian Poirot et Massing remportent le Rallye de Lorraine sur une Porsche 904 GTS en catégorie GT[6]. René Trautmann et Michel Karaly imposent leur	Lancia Fulvia Zagato en catégorie Tourisme.
- L’usine de Pont-à-Mousson compte cinq hauts fourneaux avant et après la Seconde Guerre mondiale, et ce jusqu’en 1964, où elle n’a plus alors que quatre hauts fourneaux[7].
- La Commission de développement économique régionale (Coder[8]) siège à Metz et le préfet de Moselle devient préfet de région.
- Le 516e régiment du train prend garnison à Toul[9].
- Création de la chambre régionale de commerce et d'industrie de Lorraine qui a son siège à Nancy au 51 rue Stanislas à Nancy. Elle regroupe les CCI de Lorraine.
- Création du Groupe sans gain[10], groupe lorrain de musique folk. Le groupe a été créé au tout début du « revival » du folklore musical en France et en Europe. Ses compositions sont originales, souvent inspirées de thèmes traditionnels, et interprétées avec un mélange d'instruments anciens et modernes.

- 27 janvier : un pilote de F-104 Canadien de la base aérienne de Grostenquin s'éjecte en vol[11].
- 26 mai : inauguration de la canalisation de la Moselle du Rhin à Neuves-Maisons par la grande-duchesse de Luxembourg Charlotte, les présidents allemand et français Heinrich Lübke et Charles de Gaulle[12],[2].
- juin : mise à feu du J2[13], nouveau haut fourneau de l'usine de Jœuf. Ce haut-fourneau, comme le J1 mis en service en 1961 est de type auto-portant avec blindage entièrement soudé, leur diamètre de creuset est respectivement de 8 170 et 8 570 mm. La capacité de chacun de ces hauts-fourneaux est voisine de celle des plus gros hauts-fourneaux alors en service en France (ils produisent 1 230 000 tonnes de fonte en 1973). Après avoir connu des campagnes intermédiaires, ils s'arrêtent définitivement le 23 décembre 1988 et le 10 novembre 1989.
- 4 juin : Valéry Giscard d'Estaing, ministre des Finances et de l’Économie, inaugure le parc des expositions de Nancy, lieu de l'annuelle Foire Internationale de Nancy[14].
- 29 juin : les 128 coureurs du Tour de France s'élancent de Lunéville pour parcourir 161 kilomètres jusqu’à Fribourg-en-Brisgau[15].
- Août 1964 : Marie-José Lett est élue reine de la mirabelle[16]
- 1 octobre : visite de Georges Pompidou à Nancy et à Metz[17].
- Octobre 1964 : l'Abbaye des Prémontrés de Pont-à-Mousson réhabilitée devient un centre culturel à fort rayonnement[18].

## Naissances

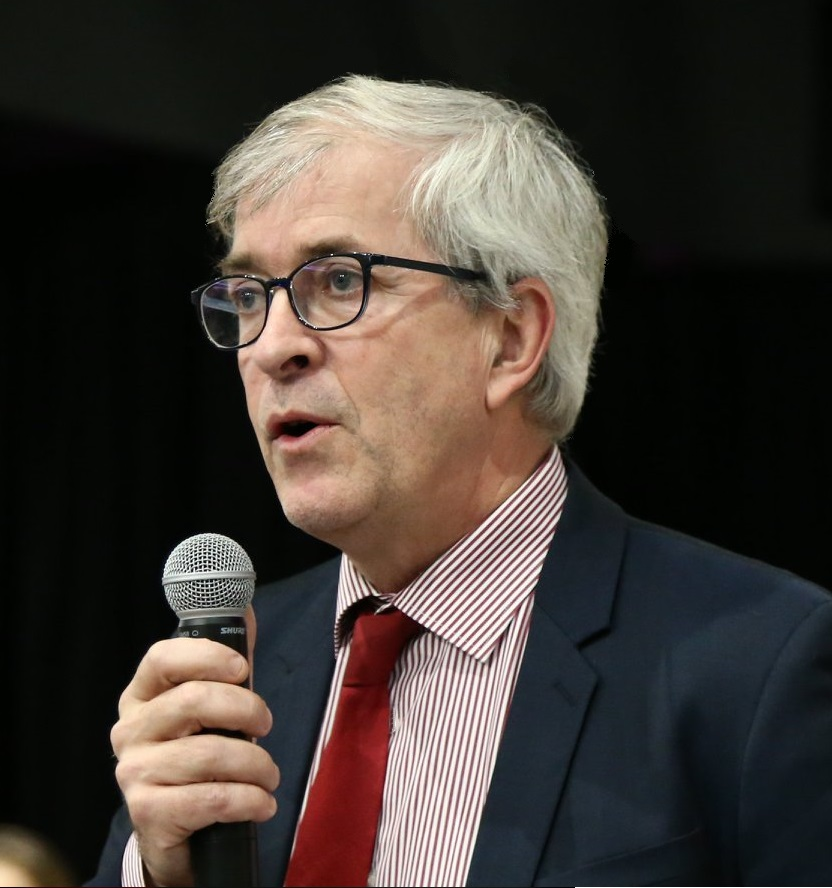
Olivier Jacquin.

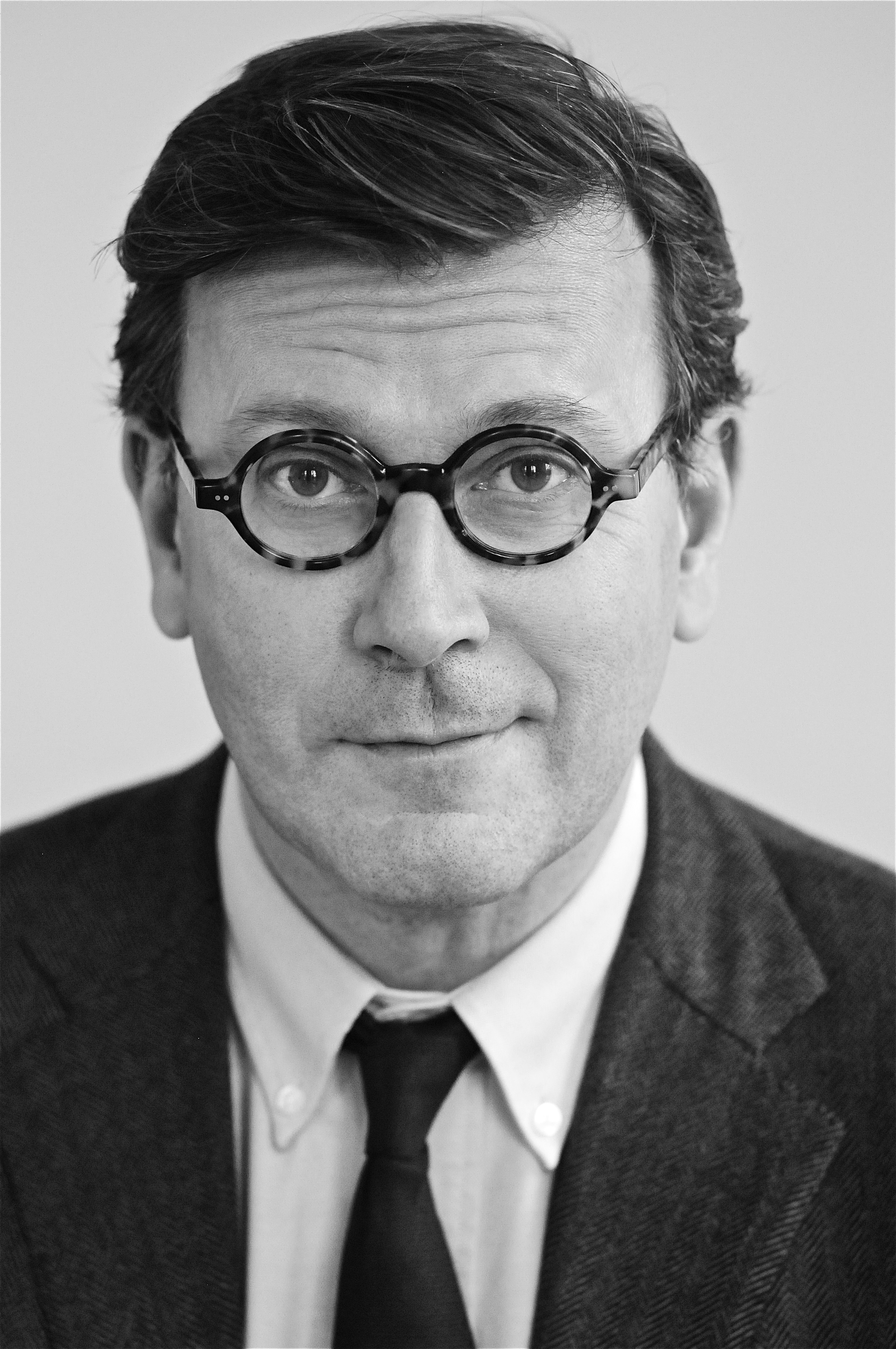
Olivier Baratelli.

- 6 janvier à Nancy : Jean-Pierre Garrigues, mort le 19 novembre 2017 à Alès, est un militant anti-corrida français.
- 14 janvier à Saint-Avold : Philippe Bies, homme politique français, membre du Parti socialiste. Il est élu député de la 2e circonscription du Bas-Rhin lors des élections législatives de 2012[19].
- 17 janvier à Saint-Dié-des-Vosges : Damien Parmentier, historien français. Son expertise porte sur le Moyen Âge, l’économie médiévale et l'univers des abbayes dans le massif des Vosges, versant alsacien, lorrain et franc-comtois. Il est l’auteur de plusieurs ouvrages et d’une quarantaine d’articles publiés dans différentes revues régionales ou nationales sur les abbayes du sud du massif des Vosges dont la collégiale de Saint-Dié, mais aussi sur son histoire économique, industrielle, agricole et touristique[20].
- 23 janvier à Toul : Pascal Lance, coureur cycliste professionnel français.
- 8 février à Lunéville : Bernadette Brégeon, née Hettich , kayakiste français. Elle est mariée au kayakiste Bernard Brégeon.
- 17 mars à Toul : Dominique Potier, homme politique français[21].
- 27 mars à Hayange : Martine Wonner, médecin psychiatre et une femme politique française.
- 5 avril à Épinal : Christophe Bourdin, auteur d’un unique roman autobiographique, Le Fil, l’un des premiers témoignages littéraires sur le sida. Il est mort des suites de cette maladie le 27 mars 1997 à Villejuif[22].
- 7 avril à Bar-le-Duc : Jean-Michel Corillion, réalisateur et chef opérateur français.
- 29 avril à Lunéville : Didier Lupfer[23], homme de médias français, dirigeant d'entreprise et producteur de cinéma . CEO de The Media Company[24], directeur général adjoint du groupe Canal+[25] et Président de Studiocanal[26]. Il remporte trois Césars avec le film Gainsbourg (vie héroïque)[27]. En 2017, Il entre dans le top 500 des personnalités de l'année du Variety Magazine[28].
- 8 mai à Nancy : 
  - Olivier Jacquin, homme politique français.
  - Jean-Michel Roux, réalisateur et scénariste français.
- 25 mai à Metz : Serge Romano, footballeur puis entraîneur français. Il évolue au poste de défenseur ou de milieu de terrain de la fin des années 1980 à la fin des années 1990. Formé au FC Metz, il joue ensuite au Toulouse FC, au FC Martigues, à Wolverhampton FC et termine sa carrière à l'ES Troyes AC.
- 2 juillet à Phalsbourg : Patrick Hetzel, homme politique et universitaire français.
- 18 juillet à Metz : Frédérique Battin-Leclerc, chimiste française spécialiste de la chimie physique. Elle dirige ses recherches au Laboratoire Réactions et Génie des Procédés à l'Université de Lorraine. En 2010, elle reçoit la médaille d'argent du CNRS.
- 29 juillet à Épinal : Isabelle Cogitore[29], historienne française, spécialiste de la Rome antique, professeure de Langue et littérature latines à l'Université Stendhal-Grenoble III.
- 12 août à Laxou : Rodolphe, footballeur français.
- 17 août à Jœuf : Éric Occansey, ancien joueur de basket-ball français, évoluant au poste d'ailier.
- 14 septembre à Villerupt : Éric Gastaldello[30], nageur français, mort le 15 mai 2016[31] à Salon-de-Provence (Bouches-du-Rhône)[32].
- 8 octobre à Nancy : Olivier Baratelli, avocat français, spécialisé en droit pénal des affaires, en droit de la presse[33] et du marché de l'art.
- 15 octobre à Nancy : Frédéric Anton, chef cuisinier, Meilleur ouvrier de France, Trois étoiles au Guide Michelin depuis 2007 au Pré Catelan dans le 16e arrondissement de Paris et une étoile au Guide Michelin depuis 2020 au restaurant Le Jules Verne.
- 21 octobre à Nancy : Véronique Moest, actrice française  morte le 14 octobre 1996 à Paris 9e.
- 17 novembre à Metz : Antoine Pfrunner, footballeur professionnel français . Il évoluait au poste de défenseur central. Il dirige aujourd'hui une société de conseil et de gestion de patrimoine affiliée à l'Union nationale des footballeurs professionnels (UNFP).
- 21 novembre :
  - à Nancy : Jérôme Kircher[34], acteur français.
  - à Saint-Avold : Jean-Claude Nadon, footballeur français.